# Hesperocallis
Hesperocallis é um género monotípico de plantas com flor pertencente à subfamília Agavoideae da família Asparagaceae, cuja única espécie é Hesperocallis undulata, um endemismo das regiões desértica da América do Norte.